# Warschauer Straße (stanice metra v Berlíně)
Warschauer Straße je přestupní stanice stanice metra a městských vlaků v Berlíně. Leží v městské části Friedrichshaim, pod mostem Warschauer Brücke. Nachází se na dopravní tepně Warschauer Straße, denně zde nastoupí cca 85 000 lidí.
Zakázku na výstavbu dostala firma Siemens und Halske, ujal se jí architekt Paul Wittig. Za druhé světové války byla stanice uzavřena a znovuotevřena byla 14. února 1945. Po rekonstrukci byla otevřena jako přestupní stanice metra a městských vlaků (S-Bahn). Roku 1991 zde byla nainstalována bronzová vlajka Varšavy, jako důkaz partnerství.